# Holcoglossum amesianum
Holcoglossum amesianum (tiếng Việt: Lan tóc tiên Đà Lạt) là một loài thực vật có hoa trong chi Holcoglossum, họ Lan. Loài này được (Rchb.f.) Christenson mô tả khoa học đầu tiên năm 1987.

## Tự thụ phấn
Hầu hết hoa họ Lan tiến hóa cao độ thích nghi với thụ phấn chéo bằng côn trùng, tuy nhiên trong các điều kiện đặc biệt cũng có trường hợp tự thụ phấn. Loài lan Holcoglossum amesianum là một trong số rất ít loài lan được biết có thể tự thụ phấn chứ không cần nhờ đến sự giúp sức của côn trùng như các loại lan khác.
Lan Holcoglossum amesianum có cơ chế tự thụ phấn đặc biệt, trong đó hoa lưỡng tính có thể xoay vỉ phấn 360° để đưa khối phấn vào đầu nhụy của chính nó - mà không cần sự trợ giúp của bất kì tác nhân thụ phấn nào khác như gió hay côn trùng. Khả năng này giúp chúng thụ phấn thành công ngay cả trong điều kiện không có gió hoặc khi côn trùng khan hiếm, là một trong nhiều cơ chế tiến hóa thích nghi khi điều kiện môi trường cản trở ngẫu phối.

## Hình ảnh

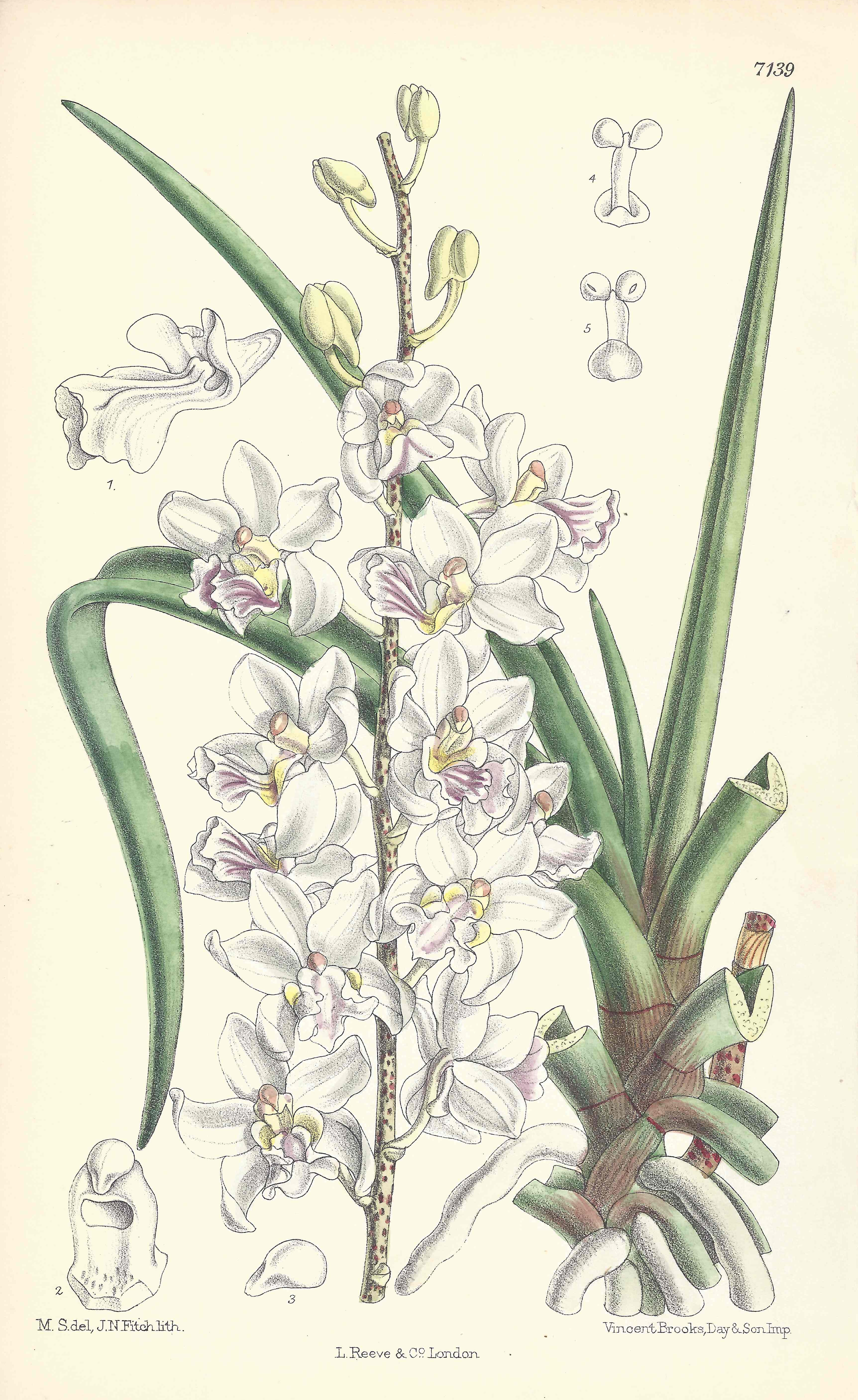